# Dick York
Richard Allen „Dick“ York (* 4. September 1928 in Fort Wayne, Indiana; † 20. Februar 1992 in Grand Rapids, Michigan) war ein US-amerikanischer Film- und Fernsehschauspieler.

## Leben
Dick York, der Sohn eines Geschäftsmannes und einer Näherin, wuchs in Chicago auf und war bereits mit 15 Jahren in der Hauptrolle der Radioserie That Brewster Boy zu hören. Nach einigen weiteren Jahren beim Radio wandte er sich Theaterarbeit in New York zu, so debütierte am Broadway in den später verfilmten Theaterstücken Tea and Sympathy und Bus Stop. Ab Mitte der 1950er-Jahre erhielt er größere Rollen in Film und Fernsehen. Sein wahrscheinlich bekanntester Kinoauftritt war der des angeklagten Lehrers Bertram Cates, basierend auf der historischen Person des John Thomas Scopes, in Stanley Kramers Filmdrama Wer den Wind sät von 1960.
Seine berühmteste Rolle spielte Dick York in der Fernsehserie Verliebt in eine Hexe, in der er von der ersten bis zur fünften Staffel, also von 1964 bis 1969 die Rolle des Darrin Stephens, den Ehemann der Hexe Samantha (Elizabeth Montgomery), spielte. Die Rolle musste er nach der fünften Staffel wegen starker Rückenschmerzen an Dick Sargent weitergeben, die York seit einem Unfall während des Drehs von Sie kamen nach Cordura im Jahr 1959 immer wieder plagten. Diese schränkten seine Mobilität zusehends ein, sodass er lange bettlägerig war, und er wurde durch die ihm verschriebenen Schmerzmittel zeitweise drogenabhängig. Nach seinem Ausstieg bei Verliebt in eine Hexe stand er nur noch für drei Nebenrollen in den 1980er-Jahren vor der Kamera. York engagierte sich in seinem letzten Lebensabschnitt stark für Bedürftige und Obdachlose und organisierte Spendensammlungen und Hilfsprojekte. Er gründete für Obdachlose die Organisation Acting for Life.
Mit seiner Frau Joan hatte er drei Töchter und zwei Söhne. Sie lebten zusammen in Michigan, wo der starke Raucher am 20. Februar 1992 im Alter von 63 Jahren an den Folgen eines Lungenemphysems starb.

## Filmografie (Auswahl)
- 1947: Shy Guy (Kurzfilm)
- 1953: Omnibus (Fernsehserie, Folge 2x02)
- 1955: Meine Schwester Ellen (My Sister Eileen)
- 1955: Für Amerikaner verboten? (Three Strikes in the Sun)
- 1956: Playwright ’56 (Fernsehserie, Folge 1x20)
- 1957: Selten so gelacht (Operation Mad Ball)
- 1958–1959: Playhouse 90 (Fernsehserie, 4 Folgen)
- 1958: Cowboy
- 1958: Vater ist der Beste (Father Knows Best, Fernsehserie, Folge 5x09)
- 1959: The Last Blitzkrieg
- 1959: Sie kamen nach Cordura (They Came to Cordura)
- 1960: Die Unbestechlichen (The Untouchables, Fernsehserie, Folge 1x22)
- 1960: Wer den Wind sät (Inherit the Wind)
- 1961: Gnadenlose Stadt (Naked City, Fernsehserie, Folge 2x10)
- 1961, 1963: Tausend Meilen Staub (Rawhide, Fernsehserie, Folgen 3x11, 6x10)
- 1961: Outlaws (Fernsehserie, Folge 2x05)
- 1962–1963: St. Dominic und seine Schäfchen (Going My Way, Fernsehserie, 30 Folgen)
- 1963: Die Leute von der Shiloh Ranch (The Virginian, Fernsehserie, Folge 2x10)
- 1964–1969: Verliebt in eine Hexe (Bewitched, Fernsehserie, 170 Folgen)
- 1983: Simon & Simon (Fernsehserie, Folge 3x09)
- 1983: High School U.S.A. (Fernsehfilm)
- 1984: Fantasy Island (Fernsehserie, Folge 7x11)